# Georges de Brunswick-Wolfenbüttel
Georges de Brunswick-Wolfenbüttel (né le 22 novembre 1494 - † 4 décembre 1566 à Verden) fut à partir de  1554 Prince-évêque élu et confirmé de Minden et à partir de 1558 administrateur du diocèse de Verden et archevêque élu de Brême.
Bien qu'il admette l'introduction du luthéranisme à Brême et Verden, le catholicisme reste encore dominant à Minden

## Biographie
Georges né le 22 novembre 1494  à Wolfenbüttel, est le fils de Henri Ier de Brunswick-Wolfenbüttel et de Catherine (morte en 1526), fille du duc Éric II de Poméranie. Son prédécesseur à Brême et Verden, Christophe de Brunswick-Wolfenbüttel, est son frère ainé.
Il fait une carrière religieuse marquée par un cumul des fonctions et des bénéfices ecclésiastiques.
Il est nommé en 1534 Prévôt de Hildesheim, en 1535 prévôt de la cathédrale de Cologne et en 1536 également de celle de Brême. Il détient également un Canonicat dans le Basilique Saint-Géréon de Cologne et dans le chapitre de chanoines de Strasbourg. En octobre 1554 il est désigné comme Prince-évêque de Minden après la renonciation de Jules de Brunswick-Wolfenbüttel. Après la mort de son frère, il est également choisit en 1558 comme évêque du diocèse de Verden et archevêque de Brême et il reçoit la confirmation pour les trois sièges en 1561. Il n'est jamais ordonné prêtre ni consacré et meurt le 4 décembre 1566 comme archevêque élu de Brème.

## Réforme
Malgré la résistance cruelle de son frère Christophe, la Réforme protestante avait fortement progressé fortement à Brême. Georges bien que lui-même officiellement catholique laisse son  chancelier Heinrich Borcholt promouvoir les idées luthériennes dans  l' archidiocèses de Brême et le diocèse de Verden. Par ailleurs il nomme en 1564 comme coadjuteur Eberhard von Holle son futur successeur comme administrateur à Verden (1566–1586). Ce dernier est refusé le chapitre de Brême. Dans la principauté épiscopale de Minden, il semble être demeuré neutre. Le Pape Pie V incite encore Georges lorsqu'il confirme en 1561 sa désignation aux trois sièges à agir dans l'intérêt de la foi catholique, mais Georges semble ignorer cette injonction et laisse agir les réformés. Sur son lit de mort, il reçoit la communion à la fois selon le rite catholique et réformé.

## Source de la traduction
- (de) Cet article est partiellement ou en totalité issu de l’article de Wikipédia en allemand intitulé « Georg von Braunschweig-Wolfenbüttel » (voir la liste des auteurs).